# Labiè (família)
Labiè (en llatí Labienus) va ser el nom d'una família romana que apareix al segle i aC. Els historiadors pensen que era una branca de la gens Àtia, però no hi cap prova en aquest sentit. El primer que els va incorporar a la gens Àtia va ser Publi Manuci, i després va continuar en aquesta gens.
Els personatges principals van ser:
- Quint Labiè (polític), polític romà.
- Tit Labiè (tribú), tribú de la plebs el 63 aC, llegat de Cèsar i finalment pompeià.
- Quint Labiè (general), fill de Tit Labiè i general romà dissident.
- Tit Labiè (orador), orador i historiador romà.